# Дайнюс Адомайтіс
Дайнюс Адомайтіс (19 січня 1974) — литовський баскетболіст.
Учасник Олімпійських Ігор 2000 року.
Бронзовий призер Олімпійських ігор 2000 року.